# 澳洲连接航空
澳洲連接航空（英語：QantasLink）是澳洲航空旗下的一間澳洲地區性航空公司品牌，是寰宇一家的附屬成員航空公司，航班由澳航旗下的東澳航空、National Jet Systems、Network Aviation和陽光州航空營運，以及從聯盟航空濕租E190飛機。澳洲連接航空的主要競爭對手為區域快線航空和維珍澳洲地區航空。截至2024年，澳洲連接航空每周提供超過2,000多個航班，飛往澳洲國內65個目的地。

## 機隊
截至2022年10月，澳洲連接航空機隊平均機齡約19.3年，擁有以下飛機：

## 圖集
- 波音717-200
- 德哈維蘭加拿大DHC-8-200
- 德哈維蘭加拿大DHC-8-300
- 德哈維蘭加拿大DHC-8-400
- 福克100
- BAe 146-100（已退役）